# Anemones de mar
Els actiniaris (Actiniaria), coneguts popularment com a anemones de mar, són un ordre d'animals marins predadors de la subclasse dels hexacoral·lis. Són pòlips solitaris que semblen una acolorida planta més que un animal: el seu nom comú prové de les anemones, una planta terrestre amb flor. Com a cnidaris, les anemones de mar estan emparentades amb el corall, les meduses, els ceriantaris i Hydra.

## Característiques
Mesuren d'1,25 cm fins a 2 m de diàmetre. Hi ha unes 1.200 espècies descrites.
L'anemone de mar comuna (Anemonia viridis) és freqüent al litoral català. Altres populars són les gèneres Heteractis, amb llargs tentacles (com Heteractis magnífica) o Stichodactyla, amb tentacles molt menors (Stichodactyla mertensii) que els dona cert aspecte de tovallola o catifa.

## Història natural
Les anemones de mar són animals generalment carnívors que necessàriament han d'esperar que les seves preses s'acostin fins a tenir-les a l'abast dels seus tentacles i aleshores les poden ficar dins la boca, que és al centre de l'anemone.
També n'hi ha que s'alimenten d'algues unicel·lulars que viuen amb elles en simbiosi. També estableixen aquest tipus de relació amb determinats peixos i crustacis.
Algunes anemones de mar generalment es fixen a les roques, però algunes viuen sobre fang o la sorra dels fons, i d'altres sobre crustacis i mol·luscs marins.

## Classificació
Segons la classificació més recent de WORMS, les anemones de mar se subdivideixen de la següent forma:
- Subordre Anenthemonae
  - Superfamília Actinernoidea
    - Família Actinernidae
    - Família Halcuriidae

  - Superfamília Edwardsioidea
    - Família Edwardsiidae
- Subordre Enthemonae
  - Superfamília Actinioidea
    - Família Actiniidae
    - Família Actinodendridae
    - Família Andresiidae
    - Família Capneidae
    - Família Condylanthidae
    - Família Haloclavidae
    - Família Homostichanthidae
    - Família Iosactinidae
    - Família Limnactiniidae
    - Família Liponematidae
    - Família Minyadidae
    - Família Oractiidae
    - Família Phymanthidae
    - Família Preactiniidae
    - Família Ptychodactinidae
    - Família Stichodactylidae
    - Família Thalassianthidae

  - Superfamília Actinostoloidea
    - Família Actinostolidae

  - Superfamília Metridioidea
    - Família Acontiophoridae
    - Família Actinoscyphiidae
    - Família Aiptasiidae
    - Família Aiptasiomorphidae
    - Família Aliciidae
    - Família Amphianthidae
    - Família Andvakiidae
    - Família Antipodactinidae
    - Família Bathyphelliidae
    - Família Boloceroididae
    - Família Diadumenidae
    - Família Gonactiniidae
    - Família Halcampidae
    - Família Haliactinidae
    - Família Hormathiidae
    - Família Isanthidae
    - Família Kadosactinidae
    - Família Metridiidae
    - Família Nemanthidae
    - Família Nevadneidae
    - Família Octineonidae
    - Família Ostiactinidae
    - Família Phelliidae
    - Família Sagartiidae
    - Família Sagartiomorphidae
    - Família Spongiactinidae
- incertae sedis
  - Superfamília Actiniaria
    - Família Antheidae
    - Família Antheomorphidae
    - Família Iosactiidae
    - Família Sarcophinanthidae